# 雍仁親王妃勢津子
雍仁親王妃勢津子（やすひとしんのうひ せつこ、1909年〈明治42年〉9月9日 - 1995年〈平成7年〉8月25日）は、日本の皇族。秩父宮雍仁親王の妃。旧名は松平節子（まつだいら せつこ）。身位は親王妃。お印は菊（きく）。
旧会津藩主・松平容保の六男で外交官の松平恆雄の長女。母は鍋島直大（侯爵、佐賀藩11代藩主）の娘・信子。

## 生涯

### 少女時代

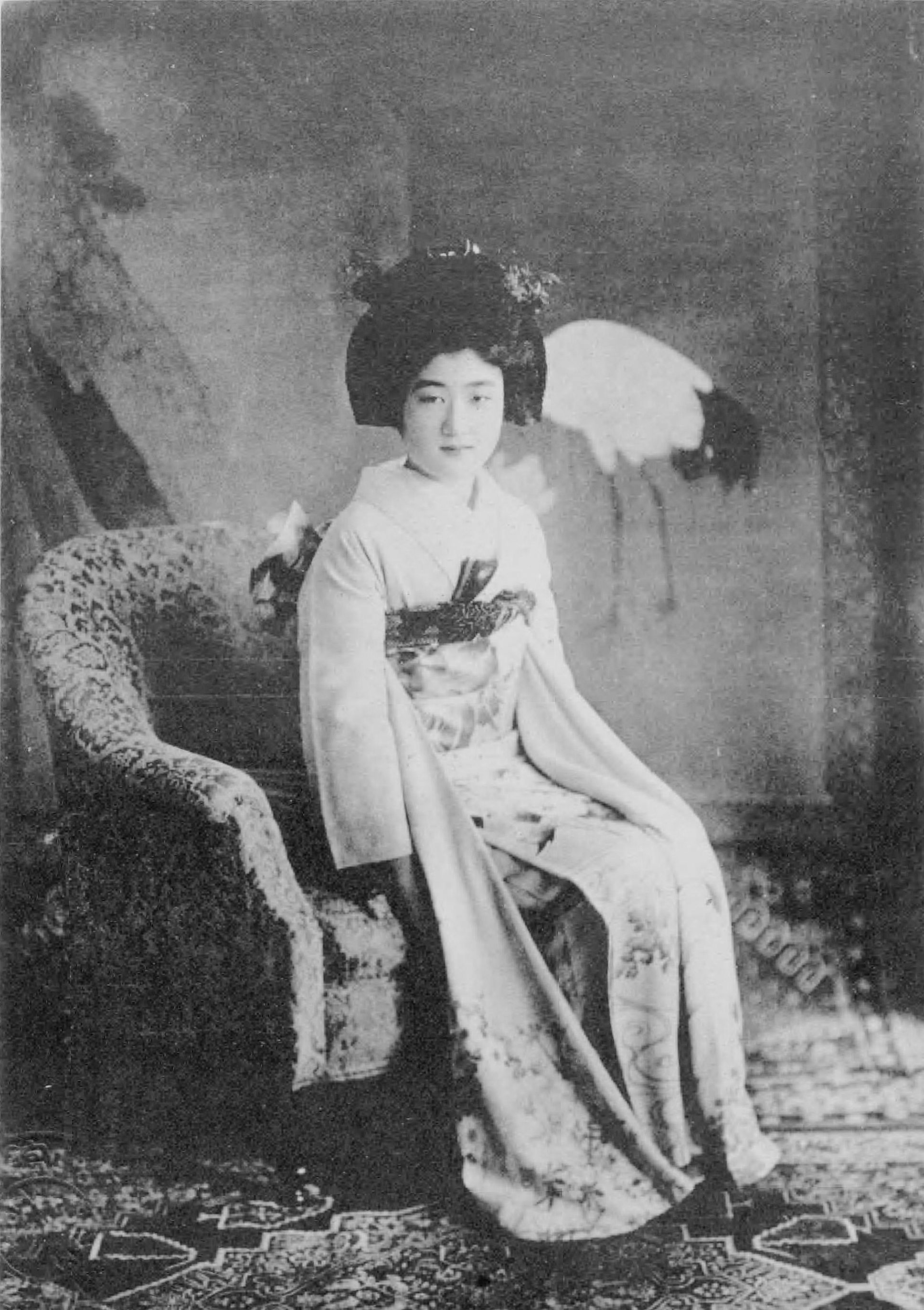
1928年7月18日、婚儀当日の松平勢津子嬢

父の任地イギリスのロンドンで生まれる。生後数か月で帰国し、その後北京、天津、ワシントンの領事館・大使館で少女期を過ごす。
1925年（大正14年）に渡米し、米国ワシントンD.C.のフレンドスクール（現シドウェル・フレンズ・スクール）で学び卒業。いわゆる帰国子女で、英語に堪能なだけでなく、外国人を前にした英語のスピーチはお手のものだったという。
女子学習院初等科3年の時、伯爵・樺山愛輔の次女・正子と同級生となり、以後2人は生涯の友となった。 正子によれば、節子は物事に寛容で、勉学に励む人であったという。 両家は仲が良く、愛輔はのちに貞明皇后の内意を受けて、雍仁親王と節子の婚姻を取り持った。
皇太子妃である良子女王の結婚では、宮中某重大事件や、良子女王の実家である久邇宮家との確執もあったことから、第二皇子である雍仁親王の結婚にあたっては、貞明皇后が妃選びに熱心であった。特に、節子が出産可能な健康な女性であったことから、貞明皇后の期待は高かった。
結婚以前に雍仁親王と節子に面識があったとされ、ロマンスとして報じられたが、後年、勢津子妃自身が自著で否定している。

### 秩父宮妃時代

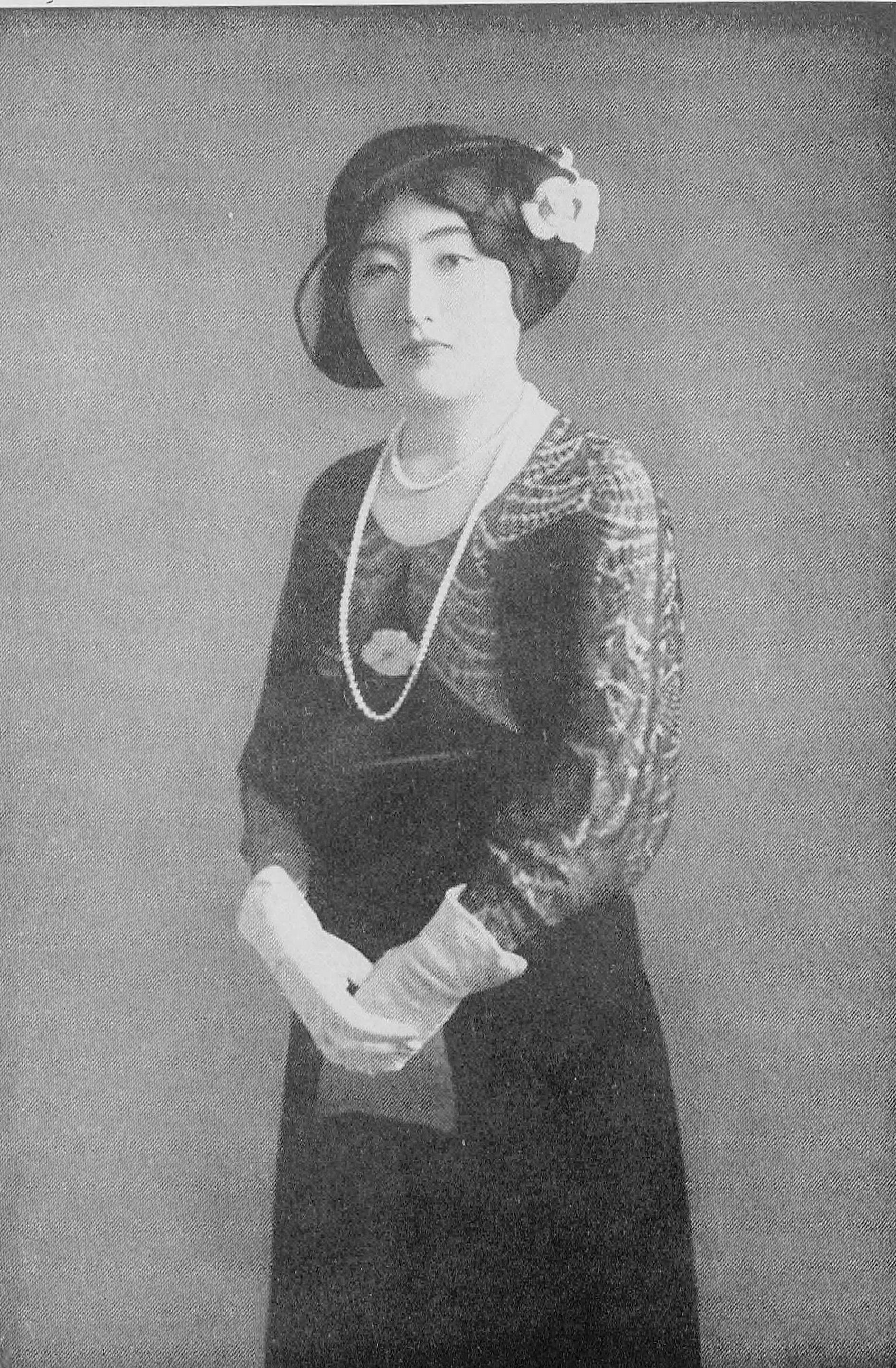
秩父宮妃勢津子（1928年頃）

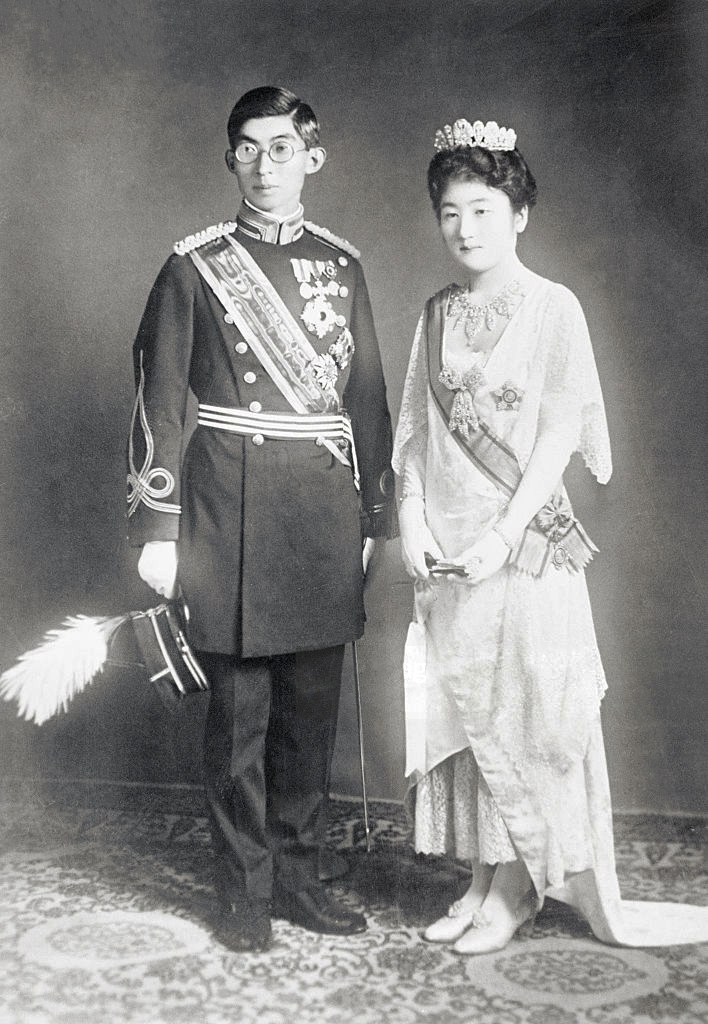
秩父宮夫妻の婚礼

#### 結婚
1928年（昭和3年）1月18日、天皇より勅許がおり9月28日、昭和天皇の次弟・秩父宮雍仁親王との婚儀が行われる。当時の皇室典範では、皇族の妃は皇族もしくは華族である必要があったが、節子の父・恆雄の身分は平民であった。父の族籍のままでは皇族へ嫁ぐことができなかったため、一旦叔父・松平保男（子爵、海軍少将）の養女となり、華族としての身分を得てから婚儀に臨んだ。
「逆賊」「朝敵」の領袖である松平容保の孫にあたる勢津子妃の皇室への入輿は、旧会津藩の士族の復権に繋がり、当然会津人の感激は並ならぬものであったという。大正天皇の4皇子（昭和天皇・雍仁親王・高松宮宣仁親王・三笠宮崇仁親王）のうち、三笠宮妃百合子を除く3親王妃（香淳皇后・勢津子・高松宮妃喜久子）は、いずれも大物佐幕派（久邇宮朝彦親王・松平容保・徳川慶喜）の孫であり、本人たちもそれを笑い話にしていたと言われる。
成婚に際し、雍仁親王の実母である貞明皇后の名「節子（さだこ）」の同字を避け（避諱）、皇室ゆかりの伊勢と会津松平家ゆかりの会津から一字ずつ取り、同音異字の勢津子に改めた。
同年10月17日、神嘗祭に出席し、勢津子にとって初めての宮中祭祀となった。夫妻はその日のうちに、東京を発ち、伊勢神宮や伏見桃山陵に拝礼した。11月10日には京都御所で昭和天皇の即位礼が行われ、これにも参列した。

#### 皇位継承者問題
勢津子妃が雍仁親王と結婚した1928年（昭和3年）時点では、昭和天皇と香淳皇后には二人の皇女がいるのみで、まだ皇子は無かったため、雍仁親王は皇位継承順位第1位であった。
また、宮中では女官制度廃止や子女を手元で養育する天皇・皇后への反発も少なからずあった。秩父宮・同妃の結婚翌日、皇太后（貞明皇后）は勢津子妃に和服を着てたびたび参内するよう、声をかけた。
第三皇女の孝宮和子内親王の誕生に先立つ1929年（昭和4年）9月14日、皇太后は皇后に安産祈願の贈り物として鯛を贈った。その2週間後、秩父宮・同妃の結婚一周年の祝いに、雍仁親王のお印（若松）に因んだ「松」の下で、松平家ゆかりの鶴ヶ城（会津若松城）に因んだ「鶴」が遊ぶ姿を、皇太后自身が育てた蚕から作った真綿で象って贈っている。さらに皇太后は二首の和歌を詠み、それはどちらも秩父宮・同妃が子に恵まれることに期待を寄せる内容だった。
また、当時、雍仁親王は「スポーツの宮様」として人気が高く、天皇・皇后に男子が産まれないこともあって、一時は雍仁親王を後継者に推す動きもあった。最終的に天皇・皇后の第五子として1933年（昭和8年）に継宮明仁親王が誕生したことで、後継者問題は解決する。

#### 開戦と雍仁親王の発病

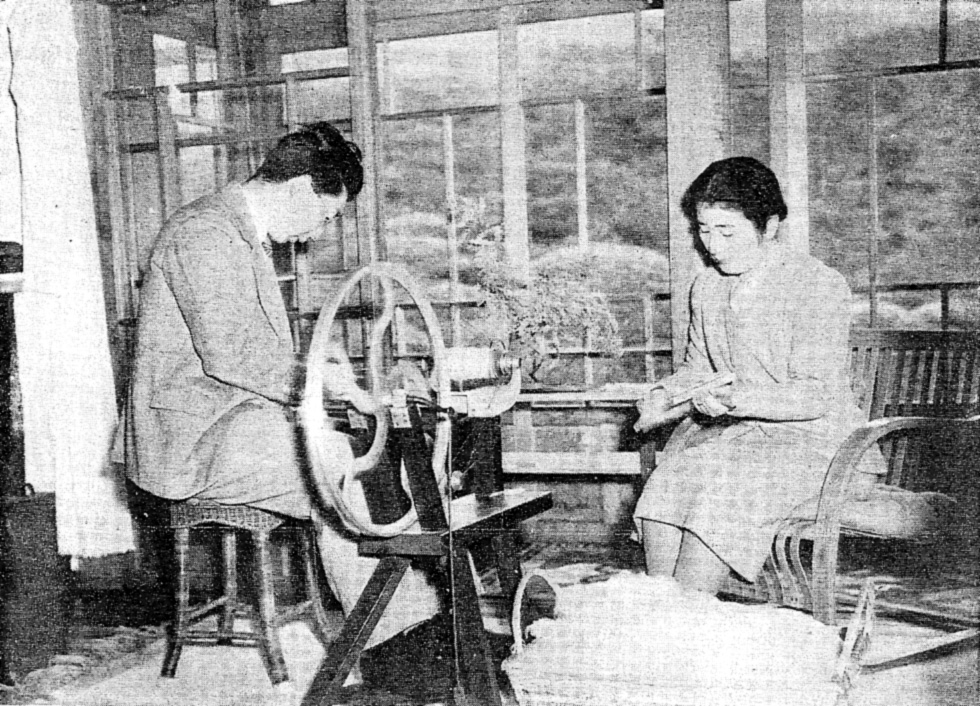
1951年頃、療養中の雍仁親王とともに

1937年（昭和12年）、天皇の名代として雍仁親王がイギリスのジョージ6世国王の戴冠式に出席するため、英国をはじめ訪欧に同行する。
1939年（昭和14年）に香淳皇后の令旨により、勢津子妃を総裁とする結核予防会が設立される。しかし皮肉にも翌年、雍仁親王が結核を発病する。総裁就任にあたり結核について学び、雍仁親王の様子が結核の初期症状に似ていることに気づくが、医師の診断でもなかなか断定は出来ず、発見が遅れた。翌1941年（昭和16年）より雍仁親王の療養のため御殿場で生活を送り、ここで終戦を迎える。
夫・雍仁親王の代わりに公務を務めたり、看病をするも、雍仁親王が1953年（昭和28年）1月4日に肺結核により50歳で薨去する。

#### 宮家の当主として
残された勢津子は宮家の当主として公務に励む。結核予防会総裁は、会の創立から1994年（平成6年）に文仁親王妃紀子に譲るまで55年間務め、1957年（昭和32年）には結核予防会秩父宮記念診療所を開設。1962年（昭和37年）には英国とスウェーデン（フランスとデンマークに立ち寄り）を、1967年（昭和42年）には日英協会創立75周年で英国を、1970年（昭和45年）には李垠の葬儀参列のため韓国を、1974年（昭和49年）・1979年（昭和54年）・1981年（昭和56年）にはそれぞれ英国を、1985年（昭和60年）にはネパールを訪問した。
1986年（昭和61年）に心筋梗塞を発症し、以後は車椅子での生活を送る。1995年（平成7年）8月25日に85歳で薨去した。豊島岡墓地の雍仁親王と同じ墓所に葬られた。
秩父宮は勢津子の薨去により絶家となった。遺言により、1996年（平成8年）に御殿場別邸が御殿場市へ遺贈され、整備されて2003年（平成15年）に秩父宮記念公園として開園した。また、秩父宮家の遺品の多くは、皇居内にある三の丸尚蔵館に寄贈されている。

## 栄典
- 1928年（昭和3年）9月28日 - 勲一等宝冠章(宝冠大綬章)[10]
- 1940年（昭和15年）8月15日 - 紀元二千六百年祝典記念章[11]

## 家系
| 勢津子 | 父: 松平恆雄 | 祖父: 松平容保（会津藩主）       | 曾祖父: 松平義建（高須藩主） |
| 勢津子 | 父: 松平恆雄 | 祖父: 松平容保（会津藩主）       | 曾祖母: 古森氏               |
| 勢津子 | 父: 松平恆雄 | 祖母: 川村名賀                   | 曾祖父: 川村源兵衛           |
| 勢津子 | 父: 松平恆雄 | 祖母: 川村名賀                   | 曾祖母: -                    |
| 勢津子 | 母: 松平信子 | 祖父: 鍋島直大（佐賀藩主・侯爵） | 曾祖父: 鍋島直正（佐賀藩主） |
| 勢津子 | 母: 松平信子 | 祖父: 鍋島直大（佐賀藩主・侯爵） | 曾祖母: 筆姫（田安徳川家）   |
| 勢津子 | 母: 松平信子 | 祖母: 鍋島榮子                   | 曾祖父: 広橋胤保             |
| 勢津子 | 母: 松平信子 | 祖母: 鍋島榮子                   | 曾祖母: 米(家女房)           |

東京銀行会長の任にあった実兄・松平一郎は、徳川宗家第17代当主・家正の娘・豊子を妻に迎えた。実子の一人が、徳川宗家第18代当主・徳川恒孝である。
義姉妹の高松宮妃喜久子とは、四従姉妹でもある（勢津子の祖父・松平容保と喜久子の祖父・徳川慶喜が又従兄弟同士であるため。容保の祖父・松平義和と慶喜の祖父・徳川治紀が兄弟）。

## 逸話
- 1971年にイギリスのJ.ハークネスから捧げられたプリンセスチチブという名のオレンジピンクの薔薇に、その名を付けられている。
- 夫の秩父宮雍仁親王は日本アルプスを好み、肺結核に罹病する前はよく登山に訪れた。現地でのガイドは「上高地の常サ」こと内野常次郎（1884年 - 1949年）が付くのが恒例であった。山の主である常サは勢津子妃を「オカミサン」と呼んで周囲をハラハラさせたが、秩父宮は逆に「常さん、おかみさんでいいよ」と言ったとされる。
- 香淳皇后、高松宮妃喜久子と共に、皇太子明仁親王と正田美智子の結婚については反対の立場で一致しており、「東宮様のご縁談について、平民からとは怪（け）しからんとのことで、皇后様（香淳皇后）が喜久君様（喜久子妃）と勢津君様（勢津子妃）をお呼びになってお訴えになった由」（『入江相政日記』）。また、勢津子の母で貞明皇后の御用掛を務めた松平信子も、両名の結婚に猛反対していた。松平信子は柳原白蓮（勢津子の義父・大正天皇の生母である柳原愛子の姪）と共に、右翼団体を動かして正田家に辞退を迫ったという（同書）。彼女たちの美智子に対する個人的な嫌悪感と同時に、この結婚が戦後の旧皇族の臣籍降下（＝皇籍離脱）や華族制度の廃止などに続く「上流社会の没落の流れの象徴」とされていたことによる。ただし、勢津子は皇室会議では皇族議員の一人として結婚に賛成している。なお、母の松平信子は元梨本宮守正王妃伊都子の妹で、女子学習院の同窓会組織『常盤会』の会長を務め、旧皇族・旧華族の婦人の代表を自認しており、娘の勢津子と共に反美智子派旧皇族・旧華族婦人の領袖であり続けた。
- 吉行あぐりが年来のかかりつけの美容師だった。勢津子妃の薨去まで、顧客と美容師としての良き付き合いが続いた[12]。
- 子女は無い。夫・雍仁親王が青森県弘前市・陸軍第八師団歩兵第31連隊に勤務中の1935年末に一度、懐妊兆候が確認されたが、翌1936年（昭和11年）2月の二・二六事件発生直後、親王とともに弘前から上京した際、厳寒の列車旅行が身体に障り流産した経緯がある。
- 生涯、会津人としてのアイデンティティを強く意識していたとされる。司馬遼太郎が祖父・容保を描いた小説『王城の護衛者』が雑誌に掲載されると即座に目を通し、「祖父の立場を初めて公平に書いてくれた」旨、会津松平家当主の松平保定を通じて礼の言葉を司馬に伝えている。
- 歌碑がJR根岸線 磯子駅前にある。1970年（昭和45年）5月、建立[13]。

## 著作
- 『銀のボンボニエール』（主婦の友社、1991年） ISBN 4-07-937190-X
  - 『銀のボンボニエール-親王の妃として』（講談社+α文庫、1994年） ISBN 4-06-256071-2
- 『思い出の昭和天皇　おそばで拝見した素顔の陛下』（光文社カッパ・ブックス、1989年12月）- 共著
- 『秩父宮談話集　皇族に生まれてⅡ』-「アメリカの思い出」ほか[14]を収録（渡辺出版、2008年） ISBN 4-902119-07-2

### 関連文献
- 秩父宮家編 『雍仁親王実紀』（吉川弘文館、1970年）、公式伝記
- 秩父宮殿下御成婚記念会『秩父宮と勢津子妃』（渡辺出版、2003年） ISBN 4-902119-01-3
1928年（昭和3年）9月28日の秩父宮夫妻の成婚記念（非売品）刊行を復刻
- 『秩父宮妃勢津子』 江間守一（山手書房、1983年）
  - 増補版『秩父宮妃勢津子の生涯』（ぬぷん、1996年） ISBN 978-4889756012
- 『波瀾のプリンセス 秩父宮勢津子妃の昭和史』 渡辺みどり（新書版：朝日新聞社、1995年）